# Cubadeutella cavernicola
Cubadeutella cavernicola is een vlokreeftensoort uit de familie van de Caprellidae. De wetenschappelijke naam van de soort is voor het eerst geldig gepubliceerd in 2009 door Ortiz, Guerra-García & Lalana.